# 六合郡
六合郡，中国南北朝时设置的郡。
北周攻打南陈，夺取秦州秦郡，改置为方州六合郡，治所在尉氏县（今江苏省南京市六合区），以六合山得名。下辖尉氏县、堂邑县、方山县。隋文帝开皇三年（583年）废六合郡，下辖诸县归属方州。